# Radlice (Przelewice)
Radlice (deutsch Freiburg) ist ein Wohnplatz in der Woiwodschaft Westpommern in Polen. Er gehört zur Gmina Przelewice (Gemeinde Prillwitz) im Powiat Pyrzycki (Pyritzer Kreis).
Der Wohnplatz liegt in Hinterpommern, etwa 55 km südöstlich von Stettin und etwa 18 km südöstlich der Kreisstadt Pyritz.
Der Wohnplatz wurde im Jahre 1842 als ein Ackerwerk etwa 2 km westlich des Dorfes Groß Latzkow angelegt. Ein Gutsbesitzer namens Krümmling aus Neu Mellentin im benachbarten neumärkischen Kreis Soldin hatte bäuerliches Land aufgekauft und legte zu dessen Bewirtschaftung das Ackerwerk an. Mit im Jahre 1843 erteilter Genehmigung der Regierung erhielt es den Namen „Freiburg“. 
Um 1865 wurden von Freiburg aus 373 Morgen Land bewirtschaftet, auf denen Weizen und Gerste angebaut wurde. In Freiburg wurden 40 Einwohner in 6 Haushaltungen („Feuerstellen“) gezählt. Freiburg gehörte zur Landgemeinde Groß Latzkow, nicht zum Gutsbezirk Groß Latzkow. 
Bis 1945 bildete Freiburg einen Ortsteil der Gemeinde Groß Latzkow und gehörte mit dieser zum Landkreis Pyritz in der preußischen Provinz Pommern.
Nach dem Zweiten Weltkrieg kam Freiburg, wie ganz Hinterpommern, an Polen. Es erhielt den polnischen Ortsnamen „Radlice“. 